# 1816 Либерија
1816 Либерија (енгл. 1816 Liberia) је астероид главног астероидног појаса чија средња удаљеност од Сунца износи 2,340 астрономских јединица (АЈ).
Апсолутна магнитуда астероида је 12,3.